# Брест (Иг)
Брест (словен. Brest) је насељено место у општини Иг, Средњесловенска регија, Словенија.

## Историја
До територијалне реорганизације у Словенији био је у саставу града Љубљане, односно старе општине Вич–Рудник.

## Становништво
У попису становништва из 2011. године, Брест је имао 311 становника.
| Број становника према пописима | Број становника према пописима | Број становника према пописима |
| ------------------------------ | ------------------------------ | ------------------------------ |
| 1991                           | 2002                           | 2011                           |
| 239                            | 259                            | 311                            |

Напомена: Године 1987. умањено за део насеља који је припојен некадашњем насељу Љубљана-дел (Љубљана).

## Галерија
- дворац
- резерват природе "Козлерјева гошча"